# Szabadhídvég, Fejér
Szabadhídvég  este un sat în districtul Enying, județul Fejér, Ungaria, având o populație de 869 de locuitori (2011). 

## Demografie
Componența etnică a satului Szabadhídvég
     Maghiari (97,19%)
     Romi (1,48%)
     Necunoscut (0,44%)
     Ruși (0,89%)
     Alții (0,44%)
Componența confesională a satului Szabadhídvég
     Reformați (14,38%)
     Fără religie (10,7%)
     Necunoscută (73,65%)
     Alte religii (1,96%)
Conform recensământului din 2011, satul Szabadhídvég avea 869 de locuitori. Din punct de vedere etnic, majoritatea locuitorilor (97,19%) erau maghiari, cu o minoritate de romi (1,48%). Apartenența etnică nu este cunoscută în cazul a 0,44% din locuitori. Nu există o religie majoritară, locuitorii fiind reformați (14,38%) și persoane fără religie (10,7%). Pentru 73,65% din locuitori nu este cunoscută apartenența confesională.